# Artificial Studios
Artificial Studios és una empresa desenvolupadora de videojocs i creadora de motors de videojoc creada l'any 2001.